# Goldavi
Goldavi est un village du Cameroun situé dans le département du Mayo-Tsanaga et la Région de l'Extrême-Nord, dans les monts Mandara, à proximité de la frontière avec le Nigeria. Il fait partie de la commune de Mozogo.

## Population
En 1966-1967, la localité comptait 693 habitants, principalement Mandara, Mafa ou Foulbé. Lors du recensement de 2005, 1 865 personnes y ont été dénombrées.

## Histoire
Dans la nuit du 17 au 18 novembre 2015, Goldavi a subi une incursion de terroristes de Boko Haram, qui s'est soldée par neuf morts et plusieurs blessés.